# Sousse Sidi Abdelhamid
Sousse Sidi Abdelhamid est une délégation tunisienne dépendant du gouvernorat de Sousse.
En 2004, elle compte 46 257 habitants dont 23 382 hommes et 22 875 femmes répartis dans 10 230 ménages et 11 508 logements.